# Ekstase

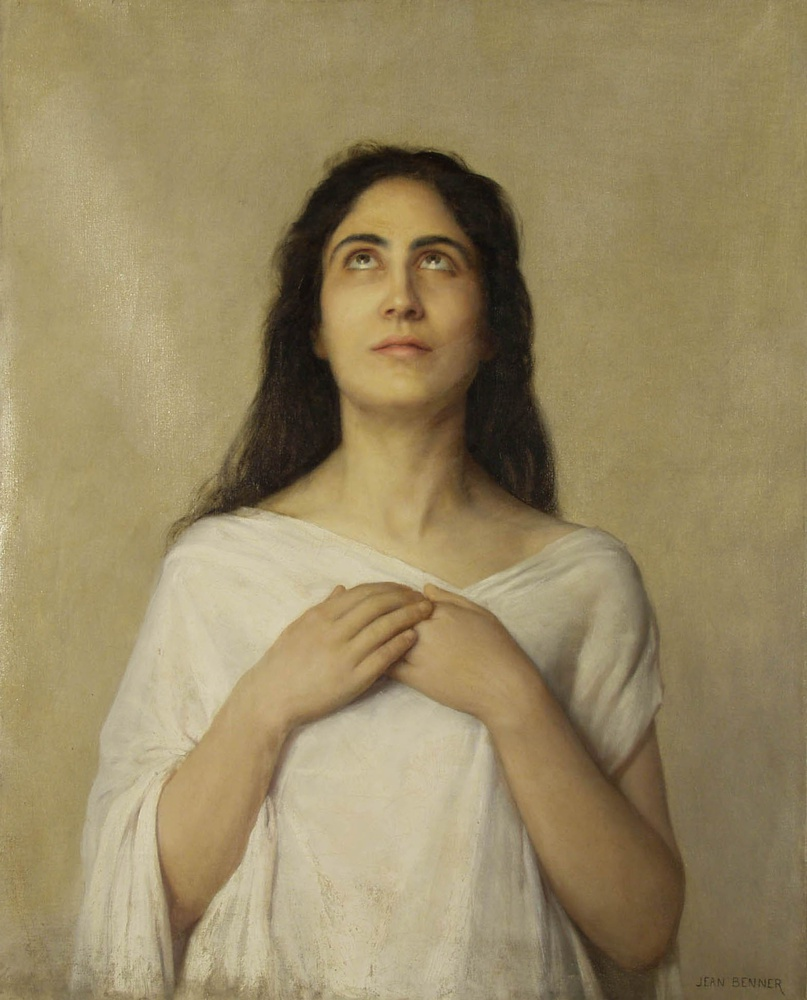
Jean Benner: Ekstase (Musée d’Art moderne et contemporain de Strasbourg)

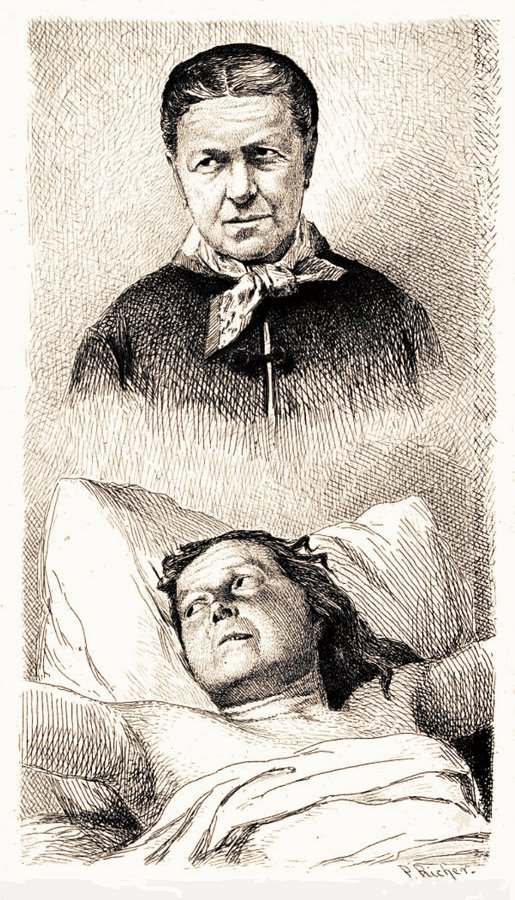
Doppelporträt Louise Lateaus in „normalem“ und „ekstatischem“ Zustand von Paul Richer (1849–1933)

Ekstase (altgriechisch ἔκστασις ékstasis „das Außersichgeraten, die Verzückung“; von ἐξ-ίστασθαι ex-hístasthai „aus sich heraustreten, außer sich sein“), früher auch als Verzückung bezeichnet, ist ein in der Religionswissenschaft und Psychologie verwendeter Begriff. Ekstase ist eine Sammelbezeichnung für besonders intensive psychische Ausnahme-Zustände (Transzendenzerfahrungen), die einer Trance ähneln oder durch eine solche entfesselt werden. Sie werden von den Betroffenen als dramatische Zustandsveränderungen des Bewusstseins beschrieben.
Das Bewusstsein wird ihren Angaben zufolge während der Ekstase als „erweitert“ oder „erhöht“ erlebt. Durch diese Erweiterung oder Erhöhung erhält der Betroffene (oder auch ein ihn Beobachtender) den Eindruck, er sei „außer sich“ oder „nicht bei sich“. Damit ist gemeint, er sei aus dem Bereich seiner vertrauten Umwelt und des normalen Wahrnehmungsvermögens herausgetreten und in einen Bereich andersartiger Wahrnehmungsmöglichkeiten eingetreten. Der Historiker Peter Dinzelbacher beschreibt Ekstase als das „Heraustreten der Seele aus dem Körper bei gleichzeitiger Suspendierung der Sinneswahrnehmungen“ und im weiteren Sinne um einen „rauschartigen Erregungszustand mit gemindertem Bewusstsein“.
Während der Ekstase erscheint dieser andere Bereich dem Betroffenen nicht nur als völlig real, sondern als die einzige Realität. Auch rückblickend pflegen Ekstatiker das in der Ekstase Erlebte für bedeutender, wertvoller und wirklicher als die Alltagswelt zu halten. Religiöse Ekstatiker interpretieren und bewerten ihre ekstatischen Erlebnisse im Kontext ihres jeweiligen religiösen Weltbilds. Das „Außersichsein“ wird in manchen Fällen auch buchstäblich im Sinne eines örtlichen Heraustretens der Seele aus dem Körper aufgefasst.

## Begriffsgeschichte
In der griechischsprachigen Welt der Antike verstand man unter ekstasis generell das Erlebnis des „Heraustretens“ im Sinne von Außersichsein. Dazu gehörten insbesondere auch Zustände der religiösen Raserei und Rauschzustände, die angestrebt und oft kollektiv erlebt wurden.
Das griechische Wort ekstasis wurde von den lateinischsprachigen antiken Kirchenvätern als Fremdwort ins Lateinische übernommen (ecstasis, in vulgärlateinischer Schreibung auch exstasis oder extasis). Im Mittelalter und in der Frühen Neuzeit waren die damit verbundenen Vorstellungen von der populären hagiographischen Literatur (Lebensbeschreibungen von Heiligen) geprägt. Die meist ursprünglich lateinisch geschriebenen Biographien der Heiligen wurden in die verschiedenen Volkssprachen übersetzt. So kam das Wort als extase ins Französische.
Im Deutschen wurde das Wort in der Frühen Neuzeit zunächst nur als lateinischer Fachausdruck ecstasis verwendet und mit „Verzückung“ übersetzt. Erst im späten 18. Jahrhundert bürgerte es sich im Deutschen als „Ekstase“ oder (häufig) „Extase“ ein, wobei den Anstoß neben dem lateinischen auch der französische Begriff gab. Neben die traditionelle religiöse Bedeutung (Ekstase der Heiligen) trat ab der Mitte des 17. Jahrhunderts unter dem Einfluss der französischen Begriffsverwendung eine übertragene Bedeutung: Ekstase als gesteigerte, schwärmerische Freude, Bewunderung, Begeisterung und Entzückung, als rauschartiger Überschwang, besonders im Bereich von Kunst und Dichtung, aber auch in Freundschaft und Liebe. Solche Gemütsbewegungen wurden in der Epoche der Empfindsamkeit besonders geschätzt und betont. Ab dem späteren 18. Jahrhundert wurde das Adjektiv „ekstatisch“ („begeistert, verzückt, überschwänglich, schwärmerisch“) gebräuchlich. Im 19. Jahrhundert wurde dazu das Substantiv „Ekstatiker“ gebildet.
In diesem Sinne wird auch in der heutigen Umgangssprache als Ekstase ein Zustand stark gesteigerter freudiger Gefühlserregung bezeichnet, insbesondere ein außergewöhnliches Staunen mit Bewunderung und Begeisterung. Man verwendet den Begriff in einem übertragenen und abgeflachten Sinn, wenn man sagt, dass jemand „in Ekstase gerät“, ohne dass damit ein Übersteigen des Bereichs normaler Wahrnehmungsfähigkeit gemeint ist. Damit kann auch eine negative Konnotation verbunden sein, wenn die Umwelt das Erlebnis als abnormal und übersteigert oder sogar als krankhaft wertet.
Im modernen religionswissenschaftlichen Sprachgebrauch hingegen bezeichnet man als Ekstasen nur außerordentliche religiöse Erfahrungszustände.

## Begünstigende oder herbeiführende Faktoren
Das Auftreten ekstatischer Erlebnisse kann sowohl durch Minderung (Beeinträchtigung oder Ausschaltung) normaler Funktionen des menschlichen Organismus und Reizarmut als auch durch Steigerung äußerer Reize herbeigeführt oder begünstigt werden.
Zur Minderung gehören Askese, Isolation, Reizdeprivation (z. B. im Isolationstank), Krankheit, Fasten, anhaltendes Gebet und Meditation. Auch Ohnmachtszustände und Nahtoderlebnisse können mit ekstatischen Erfahrungen einhergehen.
Andererseits vermögen aber auch zahlreiche sensorische Reize ekstatische oder ekstaseähnliche Erfahrungen auszulösen. Dazu zählen Musik, Tanz (beispielsweise Derwischtänze, Trancetanz), Trommeln, Gesänge, Lichteffekte (z. B. mittels Mindmachine), berauschende Getränke (Soma), Hyperventilation, Sexualtechniken (z. B. Neotantra), Genuss von natürlichen wie auch synthetischen Rauschmitteln (z. B. MDMA, auch als Ecstasy bekannt, oder Halluzinogene) oder lebensbedrohliche Situationen im Kampf. Heute wird Ekstase häufig auf direktem „synthetischem“ Wege durch Musik- und Rauschmittelkonsum ohne religiösen Hintergrund gesucht, auch verbunden mit meditativen Praktiken.

## Ziele
Eine Ekstase kann für den Betroffenen völlig überraschend eintreten und verlaufen oder von ihm geplant und herbeigeführt sein. Ekstatiker, die ihre Erlebnisse planmäßig herbeiführen oder zumindest günstige Voraussetzungen dafür schaffen, streben oft das Erreichen eines Höhepunkts an, in dem sie das Ziel und die Vollendung des Erlebnisses sehen.
In vielen fernöstlichen Traditionen gilt das Erreichen des absoluten Nichts, des Nirvana, und das damit verbundene Erlebnis der Auflösung der Ich-Identifikation als das höchste Erreichbare. Auch in westlichen Traditionen werden derartige Ziele genannt, daneben aber auch genussreiche Erlebnisse bis hin zu Zuständen, die als Vergottung (Erleben eigener Göttlichkeit) beschrieben werden. Manche Beschreibungen ekstatischer Zustände enthalten auch eine deutlich hervortretende erotische Komponente mit entsprechendem Wortschatz. Den Angaben von Ekstatikern zufolge können die Erlebnisse sowohl Momente tiefster Verzweiflung als auch solche überschäumender Lebensfreude umfassen.

## Religiöse Ekstase

### Schamanen
Schamanen erreichen einen bewusst herbeigeführten ekstatischen Zustand mit Hilfe von Ritualen, zu denen sehr oft der Einsatz von Schamanentrommeln, Rasseln, Gesang und Tanz gehört, in manchen Kulturen auch die Einnahme entheogener pflanzlicher Drogen wie Fliegenpilz, Peyote, Ayahuasca und Cannabis. Ziel der schamanischen Reise ist es, Informationen aus normalerweise unzugänglichen Wirklichkeitsbereichen zu erhalten. Je nach Aufgabenstellung begibt sich der Schamane in die Unter-, Mittel- oder Oberwelt. In der Unterwelt erstrebt er Kontakt zum Erdbewusstsein (Tiere, Pflanzen, Elemente), in der Oberwelt zu rein Geistigem, in der Mittelwelt befasst er sich mit dem sinnlich wahrnehmbaren Bereich. (Siehe auch: Schamanismus.)

### Antike Religionen
Dionysos (Bacchus), einer der ältesten und beliebtesten griechischen Götter, gilt als Bringer ursprünglicher ekstatischer Erfahrungen durch berauschenden Wein oder erotischen Genuss (vgl. Satyrspiel). Er steht für den höchsten ekstatischen Genuss. Aufgepeitschte Wildheit äußert sich sowohl bei Männern in den Bacchanalien wie auch bei Frauen, die als wilde Mänaden lebendige Opfertiere zerreißen. Später wird Dionysos in der Orphik als die Hauptgestalt des Erlösers verehrt.
Aus Delphi sind sowohl Schilderungen von Massenekstasen der Thyaden überliefert als auch Einzelekstasen. Pythia berauscht sich an den aus der Erdspalte steigenden Dünsten, um dann Orakel zu verkünden.
Auch der Attiskult wie der Isiskult zählen ekstatische Erfahrungen zu ihren Grundelementen. Die Mithrasliturgie schildert ekstatische Erfahrungen in Form von Entrückungen und Vereinigungen mit der Gottheit, die wie der Atem ein- und ausgestoßen werden.
Neben der kultischen Ekstase gab es auch Ekstaseerlebnisse von Philosophen, deren philosophische Überzeugungen eine metaphysische Dimension hatten und mit religiösen Vorstellungen verbunden waren. Als philosophische Ekstase begegnet sie Heraklit, der sich der rasenden Sibylle zuwandte. Platon machte die Quelle der Kunst in der enthusiastischen Entrückung fest. Auch Neuplatoniker berichten von ekstatischen Erlebnissen.

### Judentum
Der Tanach schildert die ekstatische Vision der Jakobsleiter, die dem Erzvater Jakob auf der Flucht vor Esau im Traum zuteilwird. Es kennt die Gestalt des Navi, also des Propheten, dem Visionen zuteilwerden, aufgrund derer er weissagt. Auch Ekstatikerinnen (Debora) werden geschildert. Auch die großen Propheten, allen voran der in Babylonien aktive Ezechiel, berufen sich auf Visionen und Auditionen (Jes 6 , Jer 1 , Ez 1 ). Die Schilderungen der Apokalyptik basieren wesentlich auf ekstatischer Erfahrung (Buch Daniel).
Auch das rabbinische Judentum kennt ekstatische Züge und insbesondere der Chassidismus schildert intensive Ekstaseerfahrungen, wobei Baal Schem Tow als wichtigster Ekstatiker gilt.

### Islam
Das islamische Schrifttum schildert unterschiedliche Entrückungen. Die mystischen Orden (Tariqas) der Sufis mit ihren asketischen Praktiken (Tänze, Gesänge) während des Dhikr (Gedenken an Gott) haben systematische Voraussetzungen für ekstatische Erfahrungen geschaffen, ebenso manche schiitische Rituale, zu denen Selbstgeißelungen gehören. In der Strömung des Sufismus ist die Ekstase jedoch nicht das Ziel, sondern lediglich ein mögliches Vehikel, um Gott näher zu kommen. Die Sufis warnen aber davor, dass das Verhaftenbleiben in der Ekstase wiederum einen Schleier auf dem Weg zu Gott darstellt und so das Erreichen des Ziels erschweren kann.

### Hinduismus
Siehe Bhakti und Kirtan

### Buddhismus
Siehe Bön

### Christentum

#### Bibel und Alte Kirche
Johannes der Täufer wird vom Neuen Testament als asketischer Ekstatiker geschildert. Von Jesus werden Verzückungserlebnisse um seine Taufe (Mk 4) oder seine Verklärung (Mk 9) berichtet. Ob sie als direkte ekstatische Visionen zu verstehen sind, wird teilweise bezweifelt. Im Urchristentum wachsen Visionen und Auditionen mit dem Pfingstereignis an und begleiten die ersten Märtyrer (Stephanus).
Der Apostel Paulus, selbst seit seiner Bekehrung lebhafter Ekstatiker, lehnt eine Überbetonung dieser Erfahrungen ab.
Die Alte Kirche wie auch die häretischen Bewegungen (z. B. Montanismus) kennen zahlreiche teilweise aggressiv auftretende Ekstatiker. Polykarp von Smyrna sah im Traum sein Kopfkissen in Flammen stehen, worauf er sein Martyrium prophezeite.
Die um 500 verfassten Schriften des Pseudo-Dionysius Areopagita, die bis in die Neuzeit als authentische Werke eines Apostelschülers galten, beschreiben Ekstase als Heraustreten aus sich selbst und Gehobenwerden hin zum überwesentlichen Strahl des göttlichen Dunkels.

#### Mittelalter
Die mittelalterliche Spiritualität findet z. B. in Bonaventura 1221–1274 einen Führer durch die ekstatische Erfahrung, die er einstuft als Feuer, Salbung, Ekstase, Kontemplation, Verkostung, Ruhe, Herrlichkeit („gloria“).
In der Ekstase werde die Seele durch den „betörenden Duft der vorausgehenden Salbung hingerissen und aller leiblichen Empfindungen entrückt“.
Den flämischen Gelehrten Jan van Ruysbroek nannte man aufgrund seiner intensiven Beschäftigung mit dem Phänomen der Ekstase den doctor ecstaticus. Auch Franz von Assisi zählt zu den Empfängern in Ekstase erfahrener Offenbarungen.
Die Frauenmystik, besonders die deutsche Mystik, beschrieb die Höhepunkte ekstatischer Erfahrung im Wesentlichen mit Hilfe erotischer Kategorien. Hier finden entsprechende Passagen des Hohenliedes Aufnahme und Reflexion.

Ekstatische Frömmigkeit und hingebende Verliebtheit verschmelzen bei Mechthild von Magdeburg (1210 bis ca. 1285)
O Du gießender Gott in Deiner Gabe!
O Du fließender Gott in Deiner Liebe!
O Du brennender Gott in Deiner Begier!
O Du schmelzender Gott in der Einigung mit Deiner Geliebten!
O Du ruhender Gott an meinen Brüsten, ohne den ich nicht sein kann!
oder:
O Herr, minne mich gewaltig, oft und lang. Je öfter du mich minnest, umso reicher werde ich. Je gewaltiger du mich minnest, um so schöner werde ich. Je länger Du mich minnest, umso heiliger werde ich hier auf Erden.
Ähnliche Erfahrungen und Sehnsüchte schilderten Frauen wie Mechthild von Magdeburg und Gertrud von Helfta oder Männer wie Bernhard von Clairvaux.
Meister Eckhart (1260–1328) prägte für das Fremdwort Ekstase die deutschen Äquivalente Verzückung bzw. Entzückung.

#### Neuzeit
Der radikale Flügel der Reformation verstand die im 15. Jahrhundert aufbrechenden ekstatischen Erfahrungen als geistliche Legitimation für sein Vorgehen gegen die etablierte Kirche. Wenn Martin Luther auch die mystische Theologia deutsch veröffentlicht hatte, stand er der Wucht dieses Phänomens, das in Thomas Müntzer seinen theologischen Wortführer fand, verständnislos und mit völliger Ablehnung gegenüber. In reformatorischer Rationalität prägte er für vom Enthusiasmus inspirierten Ekstatiker die abwertende Bezeichnung „Schwärmer“.
Umso mehr fand die aufkommende Gegenreformation in dieser Situation einen für ekstatische Erfahrungen bereiten Nährboden, in dem zahlreiche Ekstatiker und Ekstatikerinnen Wurzeln schlugen. Zu ihnen zählt Theresa von Ávila (1515–1582), die in der religiösen Ekstase den Unterschied zwischen geistlicher und körperlicher Hingabe nahezu aufhob: Es gibt nur eine Liebe, und eine Stufenfolge schuf von der „Vereinigung“ über die „Verzückung“ bis hinauf zur „Liebeswunde“. Der Bildhauer Gian Lorenzo Bernini hat dieses unzweideutige Ineinanderfallen von körperlichem und geistlichem Lustgefühl in der Statuengruppe Verzückung der Heiligen Theresa zum Ausdruck gebracht. Ihr eng verbunden und geistlich verwandt war Johannes vom Kreuz. Ein bedeutender Ekstatiker war auch der heilige Philipp Neri.
Zu den namhaften deutschen Ekstatikern zählt Jakob Böhme, der auch in seinen ekstatischen Schilderungen Frömmigkeit und Erotik verschmolz:
die züchtige Jungfrau… wird dich führen zu deinem Bräutigam, der den Schlüssel hat zu den Toren der Tiefe… der wird dir geben von dem himmlischen Manna zu essen: das wird dich erquicken und du wirst stark werden und Ringen mit den Toren der Tiefe. Du wirst durchbrechen als die Morgenröte.
Im England des 17. Jahrhunderts war es der Visionär, Ekstatiker und Wanderprediger George Fox, der Massenekstasen auslöste, die sich in Gestalt eines Zitterns äußerten, wonach die von ihm gegründete Gemeinschaft der Freunde Quäker (von quake) genannt wurden.
Für John Wesley und die methodistische Mission bildeten Ekstasen einen Prüfstein ihres Missionserfolges, über deren Heftigkeit und Stärke sich Wesley während seiner Erweckungsreden akribische Notizen anfertigte. Bei den Anfang des 19. Jahrhunderts ausgelösten Gruppen- und Massenekstasen während der methodistischen Camp Meetings in den USA wurden insbesondere Frauen und Afroamerikaner berührt.
Im Rahmen der Charismatischen Bewegung haben ekstatische Erlebnisse wieder an Bedeutung gewonnen, bekanntgeworden unter dem Schlagwort Torontosegen.

## Erotische Aspekte
Einige Frauen sahen sich nach ekstatischen Erfahrungen in besonderer Weise als die Geliebten Gottes, wie die Tradition des Hieros gamos, (altgriechisch ἱερὸς γάμος hierós gámos „heilige Hochzeit“) oder rätselhafte Erzählungen wie in der Genesis (Gen 6,1-4 ) belegen.
Im Voodoo feiern Frauen Götterhochzeiten bis hin zur Ausstellung von Trauurkunden und der Geburt von Geisterkindern. Nicht immer sind diese mystischen Ekstasen Sublimierungen und „rein symbolisch“ (Walter Nigg).
In Kudagama (Sri Lanka) strömen besessene Frauen auf der Suche nach Heilung zum katholischen Schrein. Bei dem Exorzismus wird der Dämon vertrieben, indem er mit Christus mystisch seinen Platz vertauscht. Dabei „umklammern die Frauen den Schaft des hl. Kreuzes mit den Beinen und masturbieren darauf“. Ziel ist, dass die Durchdringung durch Christus und der Orgasmus zusammenfallen. In diesem Fall gibt es keine symbolische Sublimation, Erotik und Religion fallen in der Ekstaseerfahrung ineinander.

## Psychologie
Außer in der Transpersonalen Psychologie wird das Erleben der Ekstase in psychologischer Literatur meist als Kontroll- und Realitätsverlust kritisch bewertet. Dabei wird oft nicht zwischen krankhaften Phänomenen und spirituellen Erfahrungen differenziert.
Nach Karl Leonhard entsteht die Ekstase bei übermäßig starkem Affekt in religiöser Entzückung, Tanzexzessen und als Zustand höchster Beglückung bei Angst-Glücks-Psychosen. Die Bewusstseinslage trägt in diesem Zustand den Stempel des Traumhaften, es können Offenbarungen erlebt werden.
Ähnliche Bilder sind auch bei Haftpsychosen und bei hysterischen Ausnahmezuständen möglich, hier aber mit deutlichen psychogenen Halluzinationen.
Im desorientierten Dämmerzustand bei Epileptikern sieht man gelegentlich ekstatische Entrückungen, unter Umständen mit kriminellen Handlungen. Die Kranken sehen den Himmel offen, verkehren mit Abwesenden, hören sphärische Musik, haben als wunderbar beschriebene Geruchs- und Geschmacksempfindungen und ein sexuell gefärbtes Entzücken, das den ganzen Körper durchzieht.
In unerträglichen, psychisch belastenden Situationen kommt bei Schizophrenen geradezu eine Flucht in den Dämmerzustand vor. Es wird eine andere Welt mit direkter Wunscherfüllung herbeiphantasiert. Auch hierbei ist ein ekstatischer Charakter der abnormen Wahrnehmung und Beobachtung möglich.

## Begriffsabgrenzung zur Enstase
Die erwünschte Besessenheit durch einen Loa (ein Geistwesen) wird im Voodoo, in Abgrenzung zur Ekstase, als Enstase bezeichnet. In der Mystik des Daoismus steht der Begriff Enstase hingegen im körperlichen Sinne für Fülle, Stabilität, Ruhe und die angestrebte unbewusste Vereinigung mit der Einheit.